# Taux de transmission au taux de change
 (novembre 2021).
Le taux de transmission au taux de change (en anglais : exchange rate pass-through rate) est une estimation de l'élasticité des prix au niveau international, à travers les taux de change.

## Concept

### Principe
Le taux de transmission au taux de change désigne l'élasticité des prix à l'importation en devise locale par rapport au prix de la devise étrangère. On la mesure sous forme de pourcentage. On calcule généralement l'évolution des prix à l'importation pour une augmentation de 1% du taux de change entre le pays qui exporte et le pays qui importe. Si les prix à l'importation évoluent dans la même proportion que le taux de change, alors la transmission est parfaite (1).

### Causes et conséquences
Des facteurs différents déterminent la variation des prix des biens importés à la suite d'une modification du taux de change.  
Plusieurs indices mènent à penser que si le marché à l'exportation est important, et que les entreprises exportatrices font face à une concurrence importante, le taux de transmission sera faible. Dans un tel cas, en effet, les entreprises préfèrent prendre sur elle et absorber l'augmentation des coûts indue par la modification du taux de change, plutôt que de répercuter l'augmentation sur le prix de ses biens. A contrario, si le secteur est différentiel, que la pression compétitive est faible, alors les prix tendront à évoluer en accord avec l'évolution du taux de change. 
Aussi, les pays qui disposent d'une politique monétaire stable et de taux d'inflation faibles ont tendance à avoir un taux de transmission relativement faible. 

### Implications
Le taux de transmission au taux de change est important pour les décideurs publics car il peut avoir un effet important sur l'évolution des prix à la consommation. Lorsque le taux de transmission au taux de change est élevé, l'inflation du pays exportateur se transmet au pays importateur (inflation importée).

## Formalisation
La régression linéaire généralement utilisée pour évaluer le taux de transmission au taux de change peut être écrite de différentes manières. On utilise généralement cette formule :
{\displaystyle \Delta \ln p_{t}=\alpha +\sum _{i=0}^{N}\gamma _{i}\Delta \ln e_{t-i}+\delta \Delta \ln c_{t}+\psi \Delta \ln d_{t}+\epsilon _{t},}
où {\displaystyle p} est le prix à l'importation, {\displaystyle e} est le taux de change, {\displaystyle c} est le coût marginal, {\displaystyle d} est la demande, et {\displaystyle \Delta } marque une différence. Le taux de transmission après {\displaystyle N} périodes est ainsi écrit :
{\displaystyle \sum _{i=0}^{N}\gamma _{i}.}

## Historique
Les accords du Plaza en 1985 ont entériné une appréciation forte du yen, qui était considéré par les États-Unis comme trop faible à l'époque. L'appréciation n'a toutefois eu qu'un faible effet sur le prix des biens japonais les plus vendus en Amérique, à savoir les voitures et l'électronique. Dans certains cas, même, le prix a baissé. Cela suggère que les entreprises peuvent, face à une augmentation brutale du taux de change, absorber l'augmentation du coût afin de maintenir leurs parts de marché.

## Débats

### Chute tendancielle du taux
Les estimations réalisées sur données réelles depuis les années 1980 tendent à montrer une chute constante du taux de transmission depuis les années 1980. Une étude de 2007 tend à montrer que cela est également vrai dans les pays émergents.

### Relation entre le taux et la stabilité des prix
La thèse de Taylor est vérifiée par une recherche menée par des économistes du Fonds monétaire international l'année suivante.